# Paolo Zuccarelli
Paolo Zuccarelli, también conocido como Paulo en España y como Paul en Francia, (24 de agosto de 1886 - 19 de junio de 1913) fue un piloto automovilístico italiano. Inicialmente en Hispano-Suiza, estuvo involucrado en el desarrollo del primer motor automovilístico de cuatro válvulas por cilindro en Peugeot. Murió con 26 años en un accidente mientras probaba un automóvil preparando el Gran Premio de Francia de 1913.

## Inicios
Paolo Zuccarelli estudió en la escuela de artes y oficios  de Brescia, donde se graduó como ingeniero. Después de un corto período en la empresa Automobili Florentia, pasó en 1909 a la empresa Hispano-Suiza, que debutaba en mayo con un equipo oficial de la fábrica. Bajo la supervisión del suizo Marc Birkigt, fundador de la marca, Zuccarelli sacó a la luz sus habilidades como piloto y en la puesta a punto de los motores. En la Copa de Cataluña de 1909, fue capaz de mantenerse tres vueltas en cabeza por delante del Peugeot del favorito y vencedor en la prueba Jules Goux, antes de verse forzado a retirarse debido a un problema mecánico. Obtuvo un respetable sexto lugar en la Coupe des Voiturettes disputada en Boulogne (Vendée). En las ascensiones al ^monte Igueldo y al mont Ventoux, Zuccarelli pilotó un prototipo que daría origen al famoso modelo Hispano-Suiza Alfonso XIII.
De nuevo con Hispano-Suiza, Zuccarelli quedó en tercer lugar en la Copa de Cataluña de 1910, detrás de los Peugeot, en aquel momento considerados imbatibles. En septiembre, ganó la Copa de Ostende, por delante de Georges Boillot, y la Coupe des Voiturettes, superando a Jules Goux.

## Peugeot

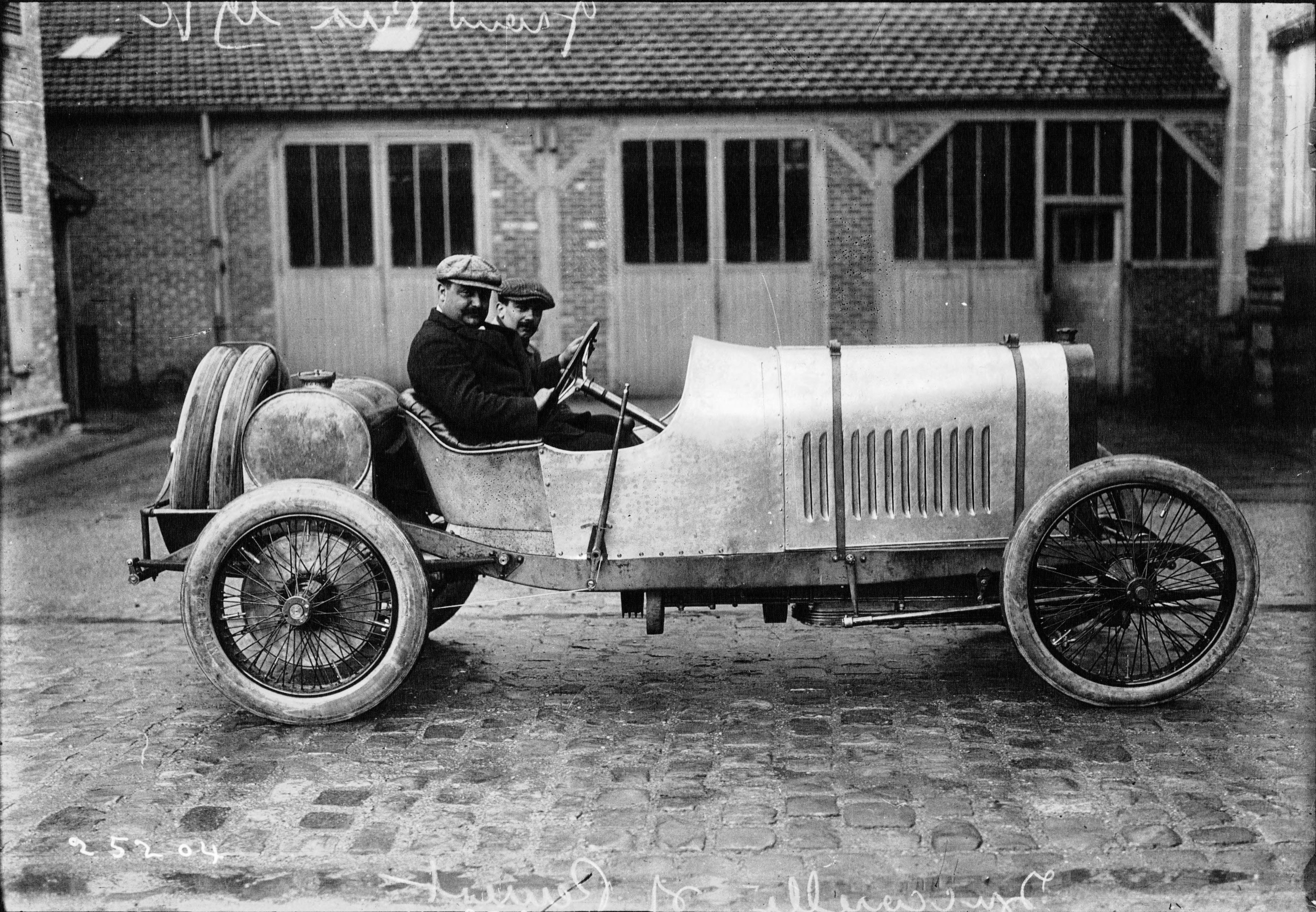
Zuccarelli al volante de un Peugeot, con ocasión del Gran Premio de Francia de 1912 disputado en Dieppe

Al final de 1910, Hispano-Suiza se retiró de la competición, por lo que en 1911 Zuccarelli abandonó Barcelona para residir en Francia, contratado por Peugeot para sustituir a Giosuè Giuppone, muerto en un accidente en la Coupe des Voiturettes. El piloto italiano pasó a formar equipo con sus antiguos rivales: Georges Boillot, Jules Goux y René Thomas. Zuccarelli hizo su debut en su nuevo equipo con un accidente en la Coupe des Voiturettes, seguido por un segundo lugar en la Copa de Ostende, por detrás de Goux.
A comienzos de 1912, el equipo de pilotos de Peugeot fue capaz de convencer a Robert Peugeot para que les confiase la creación de un nuevo coche de carreras. Georges Boillot recurrió al ingeniero suizo Ernest Henry para la realización práctica del nuevo proyecto, que estaba rodeado por el secreto más absoluto. Este nuevo equipo, llamado les Charlatans por los técnicos de Peugeot (conocidos como los Sorciers), emprendió la tarea de desarrollar un automóvil completamente nuevo, moderno y de cilindrada contenida; en contraste con los modelos de alta potencia ideados por los Sorciers y por otros constructores. El nuevo tipo de automóvil logró mejores resultados, lo que llevó al abandono de los modelos de altas cilindradas. El motor que concibieron (un monobloque de cuatro cilindros y 7598 cc, cuatro válvulas por cilindro, doble árbol de levas en cabeza y cárter de aluminio; capza de rendir 148 caballos a 2250 rpm) marcó una época en las competiciones automovilísticas.
Gracias a su capacitación técnica, Zuccarelli fue el elemento del equipo que más colaboró con Henry para materializar sus ideas, lo que llevó a la creación del Peugeot L76, el L3 y sus derivados, el EX3 y el EX5.
El debut de los nuevos coches tuvo lugar en el Gran Premio de Francia de 1912, celebrado en Dieppe: la victoria fue para Georges Boillot, mientras que Zuccarelli se vio obligado a retirarse debido a un problema de ignición. En la Copa de la Sarthe,  quedó en segundo lugar, detrás de su compañero de equipo Jules Goux, con Boillot marcando la vuelta rápida.
Al año siguiente, Zuccarelli y Goux participaron en las 500 Millas de Indianápolis con un L76, con un desplazamiento reducido a 7.3 litros: Zuccarelli marcó la vuelta rápida, pero se vio obligado a retirarse por un fallo mecánico que también provocó un incendio. La victoria final fue para Goux.

## Muerte
El 19 de junio de 1913, Zuccarelli llevaba a cabo una prueba con un Peugeot EX3 en una carretera abierta al tráfico para preparar el Gran Premio de Francia. Mientras circulaba a toda velocidad en una larga recta, un carro de heno intentó cruzar la carretera. El impacto fue inevitable, costando la vida al piloto italiano (su mecánico de a bordo y el conductor del carro resultaron heridos). En memoria de este accidente, se colocó una estela en el punto exacto donde ocurrió.

## Resultados en las 500 Millas de Indianápolis
| Año     | Coche   | Salida  | Calif   | Orden   | Final   | Vueltas | Líder | Retirado        |
| ------- | ------- | ------- | ------- | ------- | ------- | ------- | ----- | --------------- |
| 1913    | 15      | 26      | 85.830  | 4       | 22      | 18      | 0     | Avería cojinete |
| Totales | Totales | Totales | Totales | Totales | Totales | 18      | 0     |                 |

| Salidas      | 1 |
| Poles        | 0 |
| Primera fila | 0 |
| Victorias    | 0 |
| Top 5        | 0 |
| Top 10       | 0 |
| Retirado     | 1 |